# Vũ Vương Đài
Vũ Vương Đài (tiếng Trung: 禹王台区, Hán Việt: Vũ Vương Đài khu) là một quận thuộc địa cấp thị Khai Phong (开封市), tỉnh Hà Nam, Cộng hòa Nhân dân Trung Hoa. Quận này có diện tích 57 km2, dân số 150.000 người. Quận này có các đơn vị hành chính gồm 6 nhai đạo (Ngũ Nhất, Quan Phường, Tam Lý, Thái Thị, Tân Môn Quan, Phồn Tháp), 1 hương Nam Giao.	